# 居住權
居住權（德語：Wohnungsrecht）是役權的一種，通常以契約或遺囑設立，使權利人得以在他人所有之住宅之上享有佔有、使用該住宅的利益。
中華人民共和國民法典並無限制的人役權類型物權。根據該法，居住權屬於用益物權。